# 화차 (무기)

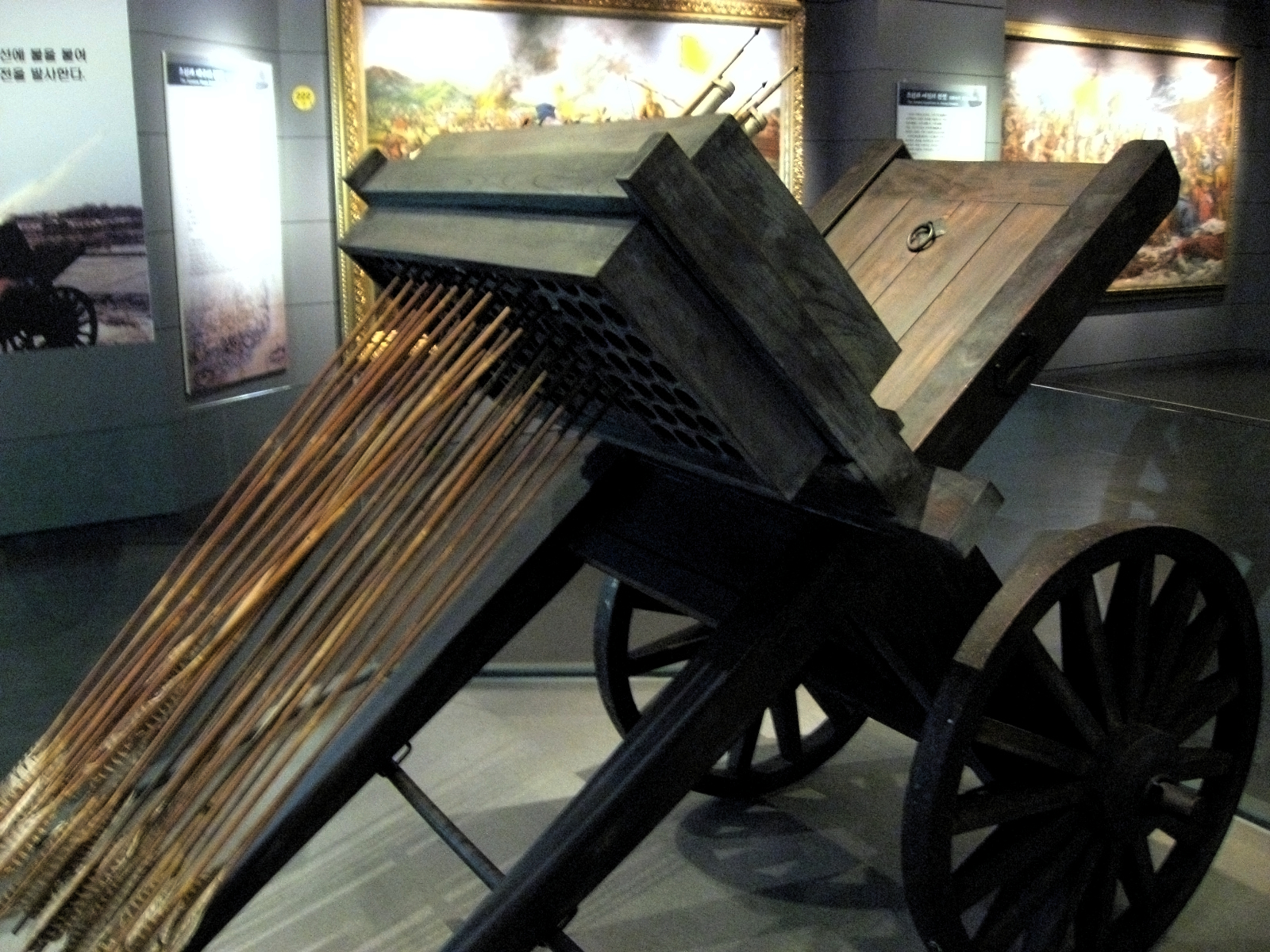
화차의 복원 모습. 구멍 속에 끼인 막대 같은 것이 신기전이다. 발사하면 한번에 많은 수의 적을 공격할 수 있다.

화차(火車) 또는 화거(火車)는 조선 초기에 발명되어 조선 중기까지 사용된 무기의 일종이다.

## 초기
시초는 고려시대 최무선이 만든 주화였다. 그 후 조선시대에 들어서는《조선왕조실록》의 《태종실록》에는 태종 9년(1409년)에 만들어졌다고 기록되어 있다. 군기소감 이도 군기감승 최해산 등이 만들었다. 철령전 수십 개를 달아 화약으로 발사하는 수레로 기록되어 있다. 당시에는 실용성이 떨어져 실전에 잘 사용되지 않았다. 이후 문종이 화차를 개량케 하였으며, 그 이후엔 1592년 변이중이 화차에 100개가 넘는 구멍을 뚫어 심지에 불을 붙여 발사하게 하였다. 이 때까지는 실전에 많이 사용되지 않았다.

## 임진왜란 이후

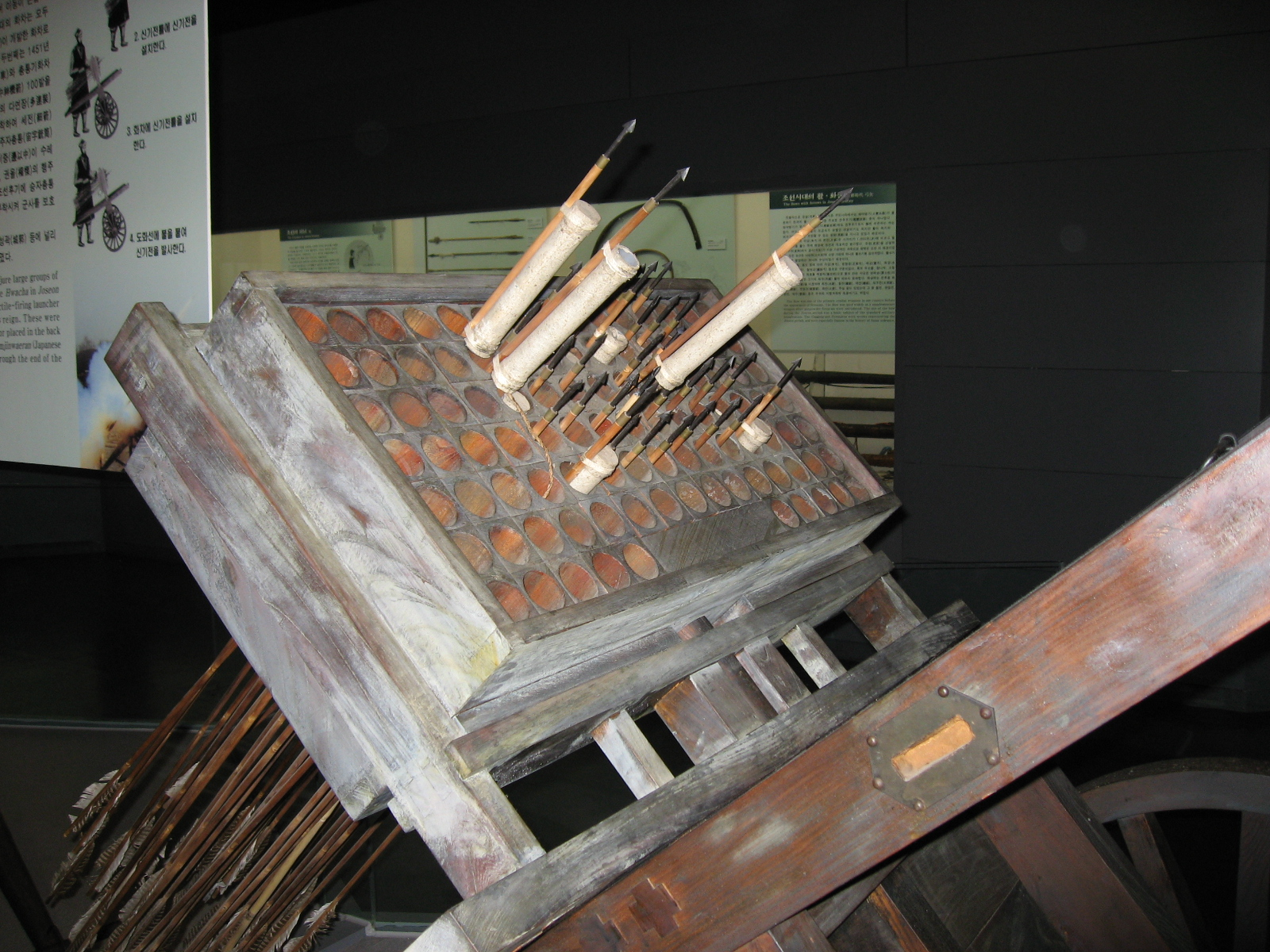
화차의 발사판

임진왜란 시기에 이르러서야 화차의 진가가 발휘되었다. 신기전을 발사하기 위한 화차가 개발되었으며, 이 때의 화차를 특별히 신기전기라고 한다. 화차는 화기 용도외에 군사 물품을 옮기는 수레로도 사용하였다. 권율은 변이중이 만든 화차 300량을 지원 받았고, 그 화차들은 행주대첩에서 비격진천뢰와 함께 유용하게 사용되었다. 화차는 한 명만으로는 움직이기 힘들어서 두 명 이상이 함께 움직였다고 한다.

## 구조

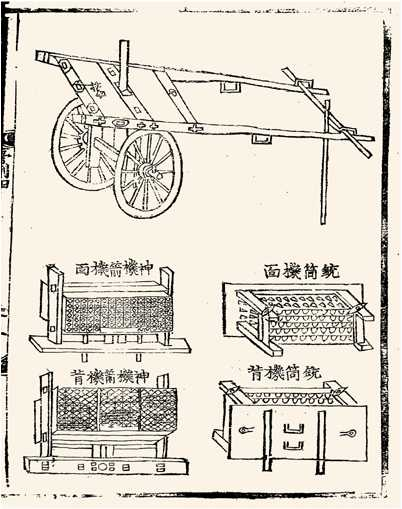
16세기, 화차의 부분품과 결합체 그림

조선시대에만 모두 다섯 종류의 화차가 만들어졌으며, 화차의 기본적인 구조는 두 바퀴가 달린 수레 위에 총통기(銃筒機)나 신기전기((神機箭機) 중 하나를 올려놓고 사용하게 되어 있다. 총통기는 화살 4발을 동시에 묶어서 쏠 수 있는 사전총통(四箭銃筒) 50개를 설치하여, 한번에 200발까지 쏠 수 있게 만든 무기이고, 신기전기는 로켓형 화기인 신기전 100개를 꽂아 동시에 100개를 발사할 수 있게 만든 무기이다.
임진왜란 때 변이중은 문종화차를 개량하여, 수레 위해 40개의 승자총으로 총통기를 설치하고, 총의 심지를 이어서 차례로 쏘게 한 것이다. 변이중의 화차는 박진의 경주탈환전과 권율의 행주산성 전투에서 커다란 성과를 올렸으며, 수군들의 전함에도 화차를 설치하여 사용하기도 하였다.

## 대중 문화 속의 화차
2003년 발매된 게임, 라이즈 오브 네이션즈에 한국 문명의 특수유닛으로 화차가 등장한다.
2006년 발매된 게임, 문명 IV: 워로드에 한국 문명이 추가되었고, 고유의 특수유닛으로 화차가 등장한다. 2010년 발매된 게임, 문명 V에 2011년 추가된 한국 문명 고유 특수유닛으로 역시 화차가 등장한다.
2008년 10월 22일, 미국의 TV 프로그램 호기심 해결사에서 화차를 재현하는 실험을 했다. 역사 속 기록에 따라 200개의 화살을 동시에 쏘아 460m 떨어진 지점을 공격할 수 있는지를 검증하는 것이 목표였다.
1차 실험에서 로켓 화살을 460m까지 발사할 수 있다는 결과가 나왔고, 2차 실험에서는 화약을 적절히 쓴다면 살상가능한 위력을 낼 수 있다는 결과가 나왔다. 최종 실험에서는 실제 화차를 만들어 화살 200개 중 199개를 동시에 발사하는 데 성공하였고, 검증된 것으로 결론지었다.

## 갤러리

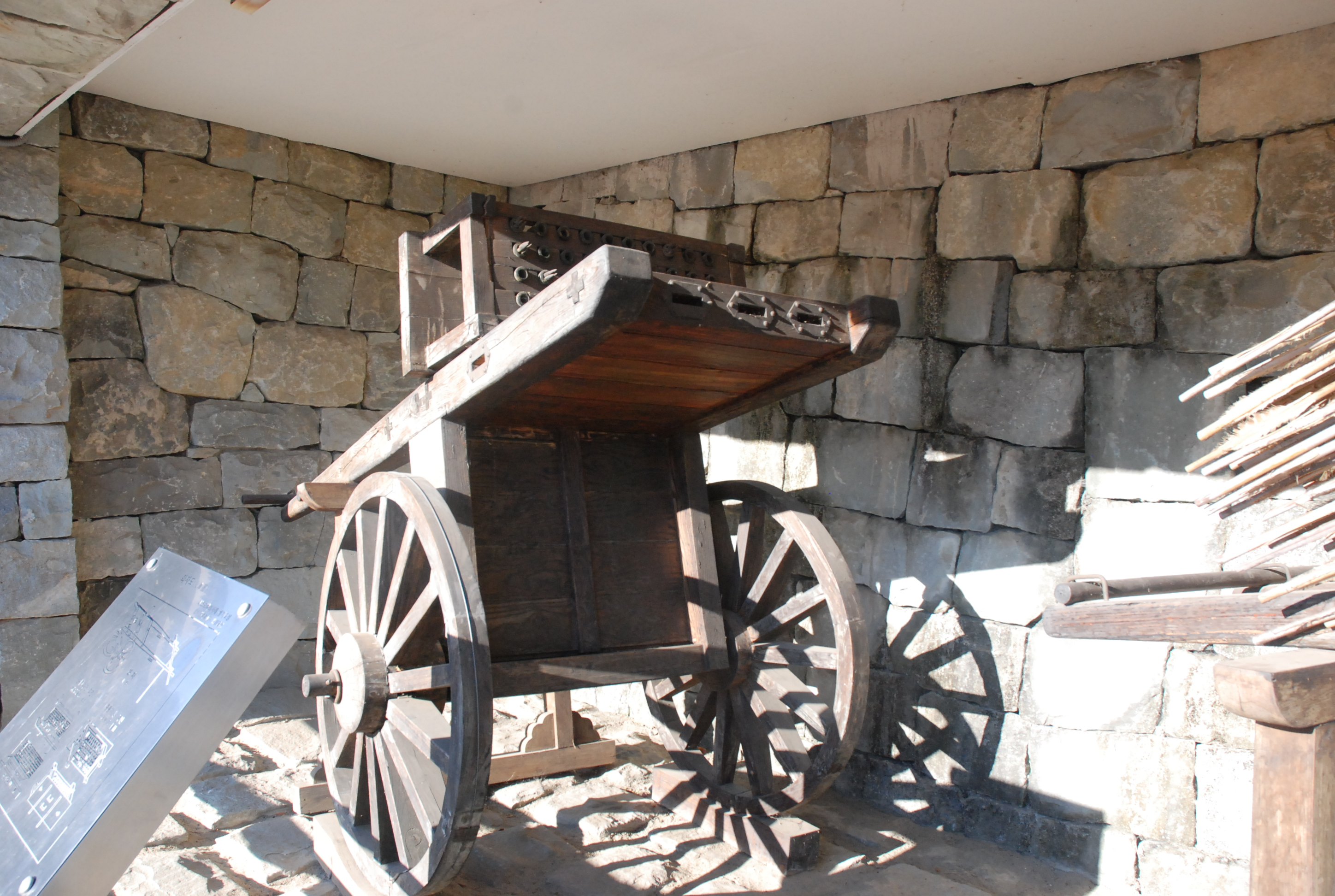
총통기 화차 정면(진주박물관)
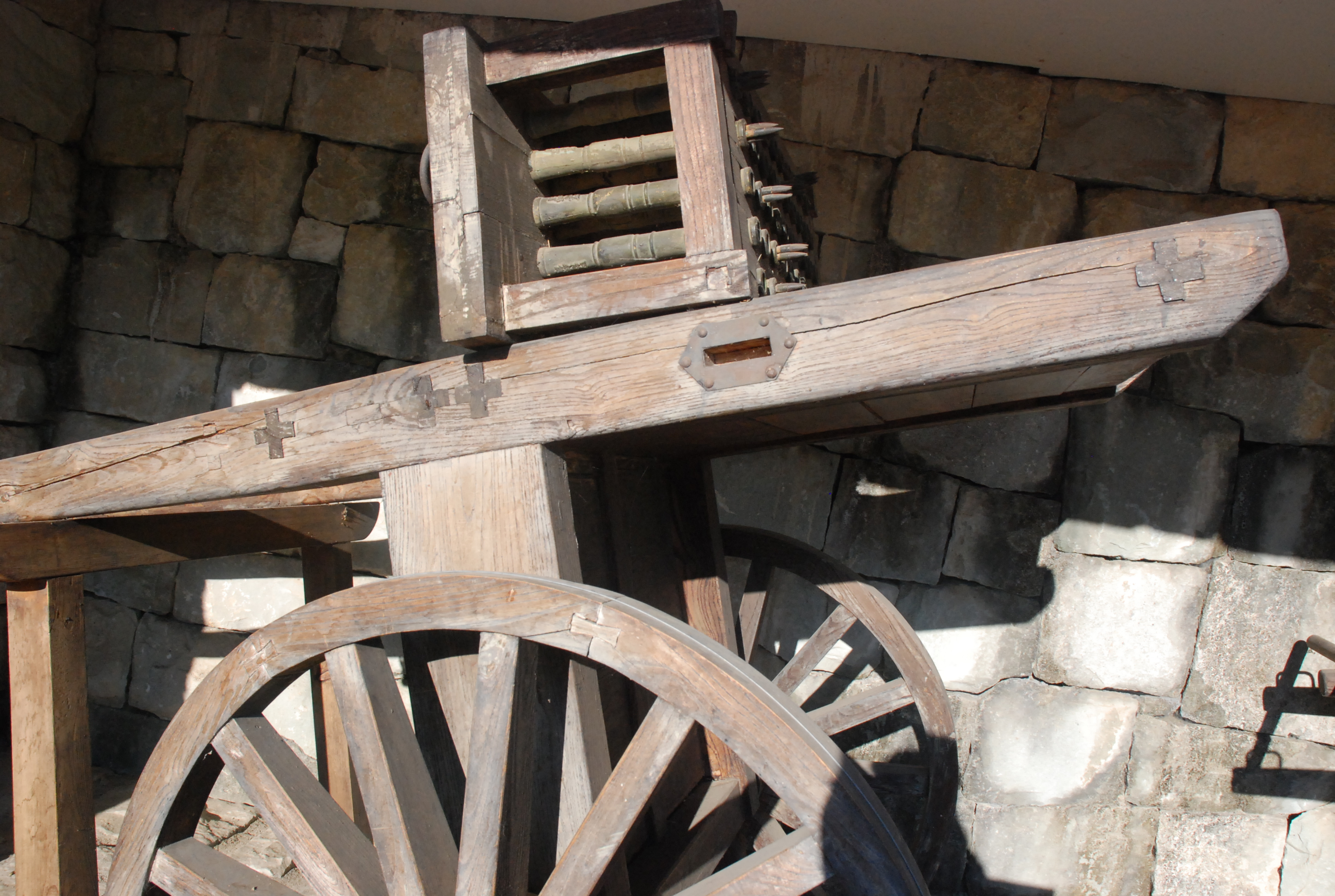
총통기 화차 측면(진주박물관)
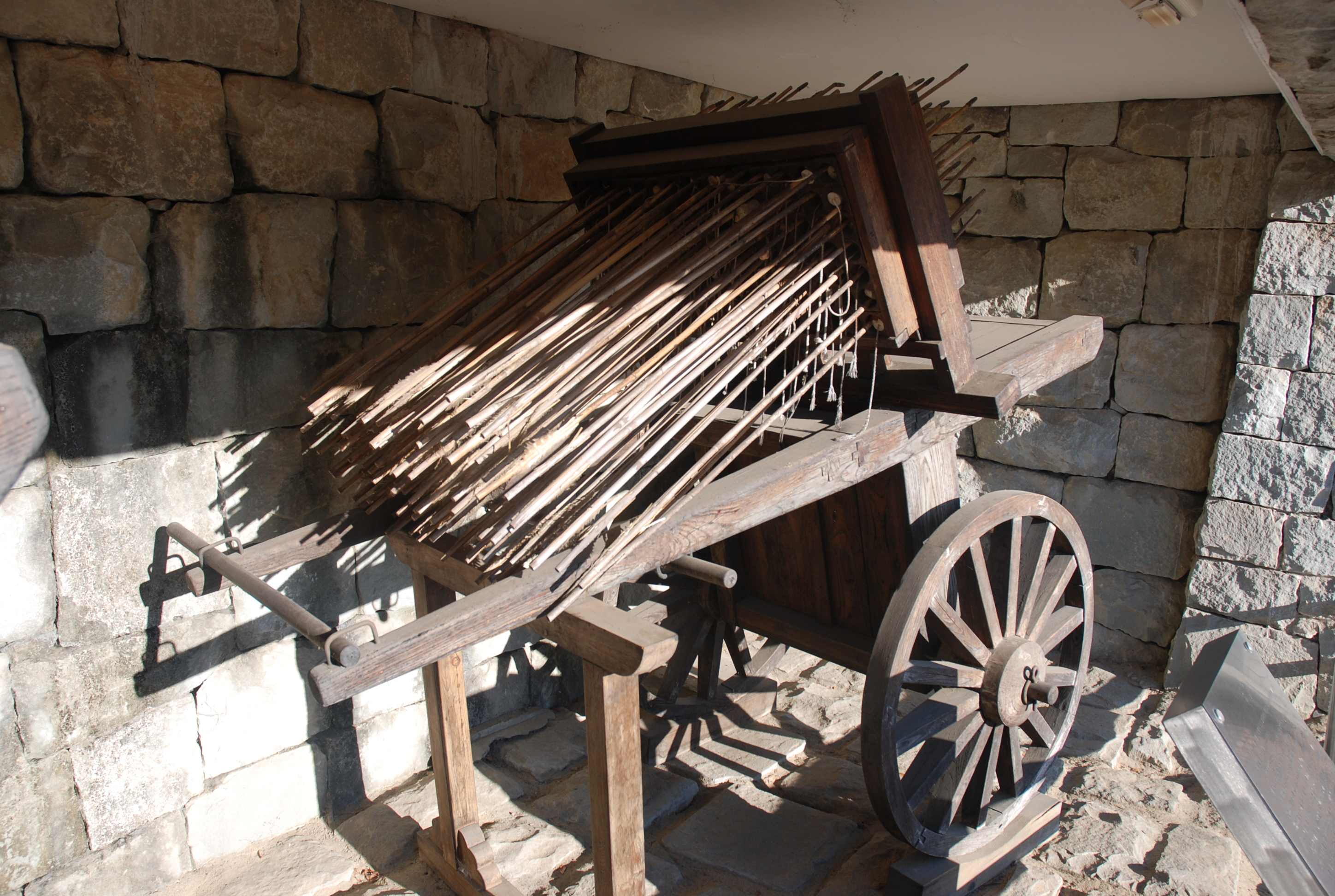
신기전기 화차 후측면(진주박물관)
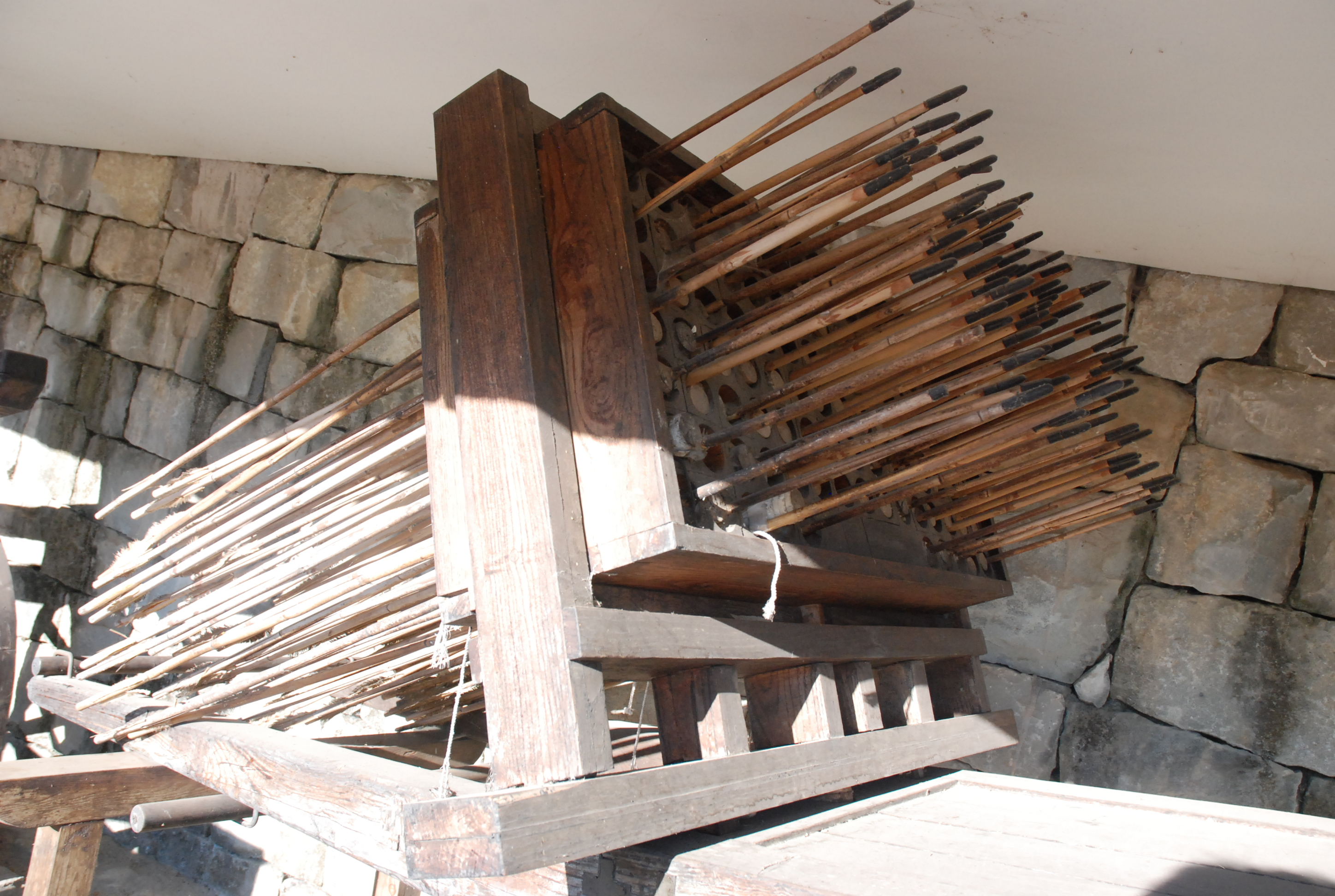
신기전기 화차 전측면(진주박물관)

## 같이 보기
- 신기전